# Swietenia mahagoni
Swietenia mahagoni är en tvåhjärtbladig växtart som först beskrevs av Carl von Linné, och fick sitt nu gällande namn av Nikolaus Joseph von Jacquin. Släktet Swietenia har sitt namn efter den holländsk-österrikiske läkaren Gerard van Swieten (1700-1772). Arten brukar benämnas västindisk mahogny.
Swietenia mahagoni ingår i släktet Swietenia och familjen Meliaceae. Virke av släktet Swietenia går generellt under benämningen mahogny, vilket också är fallet för flera arter från familjen Meliaceae. 
IUCN kategoriserar arten globalt som starkt hotad. Inga underarter finns listade i Catalogue of Life.